# Муруета
Муруета (баск. Murueta, ісп. Murueta) — муніципалітет в Іспанії, у складі автономної спільноти Країна Басків, у провінції Біская. Населення — 310 осіб (2009).
Муніципалітет розташований на відстані близько 340 км на північ від Мадрида, 21 км на північний схід від Більбао.

## Демографія
Динаміка населення (INE ):

## Галерея зображень

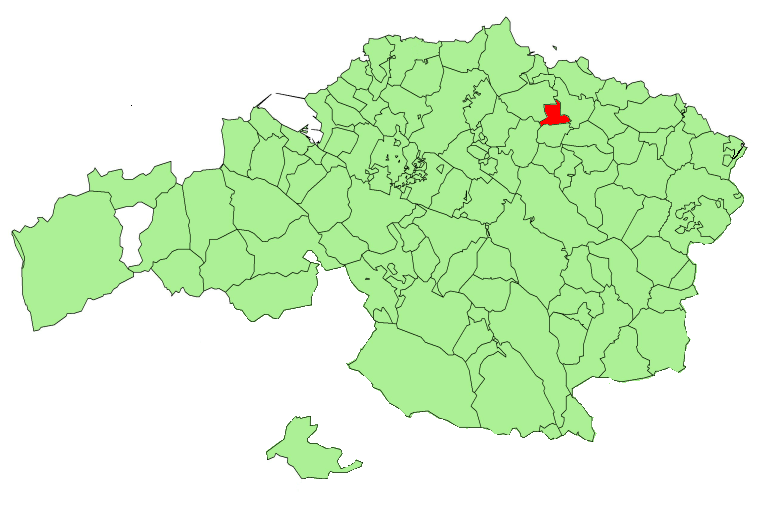
Розташування муніципалітету
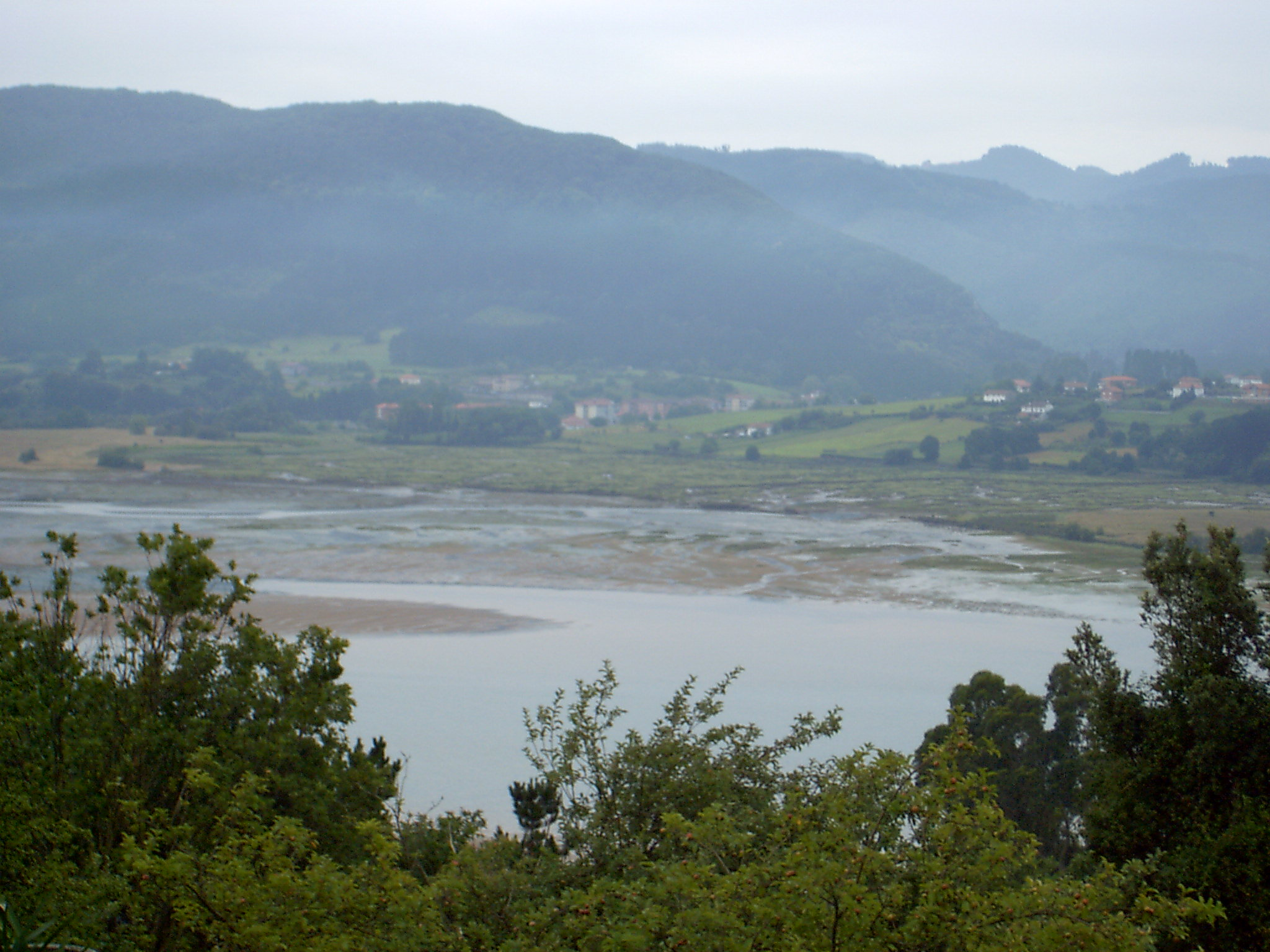
Муруета